# Jarmakhan Tuyakbay

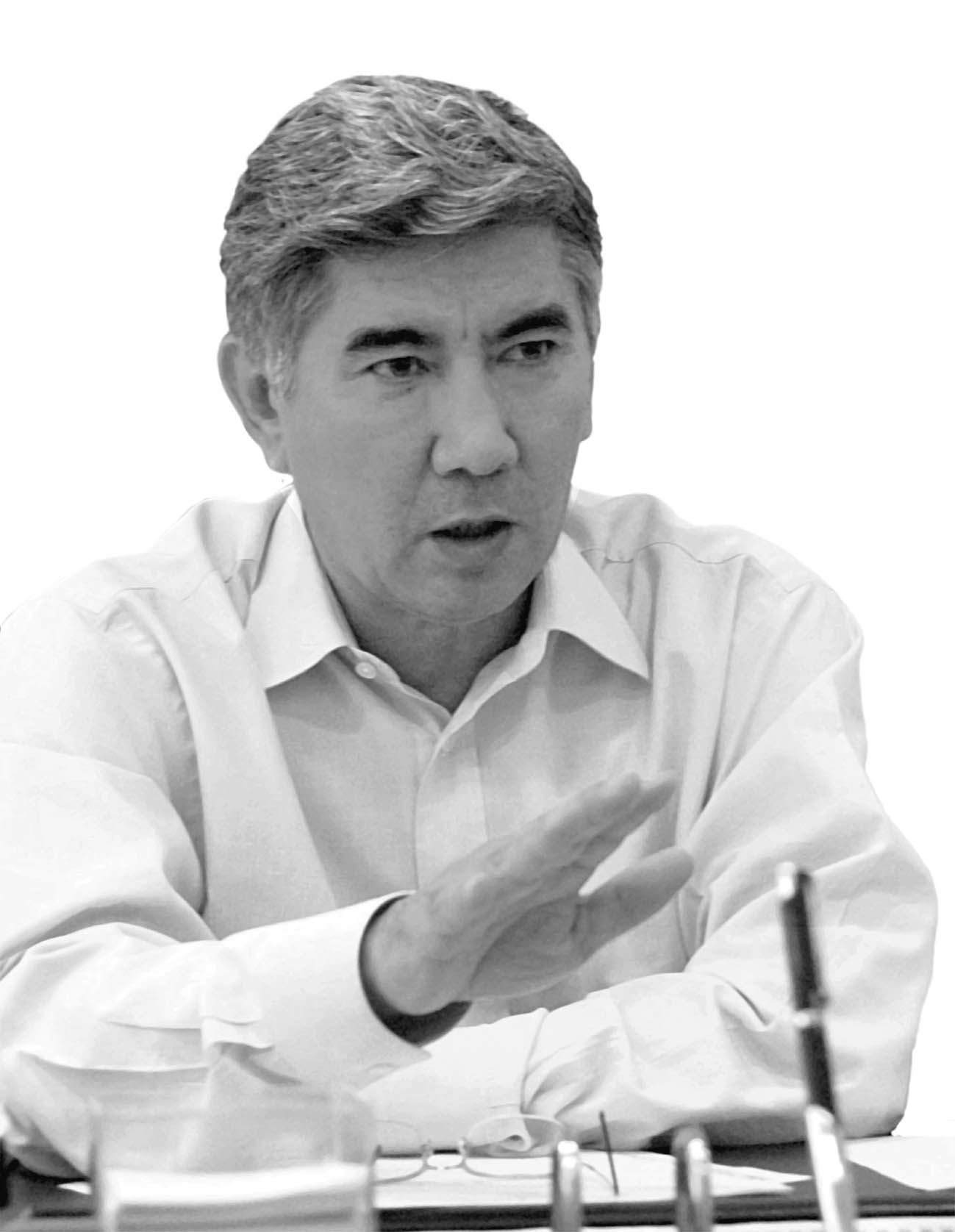
Jarmakhan Tuyakbay

Jarmakhan Aitbaiuly Tuyakbay (em cazaque: Жармахан Айтбайұлы Тұяқбай, russo: Жармаха‘н Айтба‘йулы‘ Туякба‘й, Jarmakhan Aitbai'ulî Tuyak'bai; Qyzylkia, 22 de novembro de 1947) é o presidente do Partido Nacional Social-Democrata do Cazaquistão e do movimento Por um Cazaquistão Justo. Alguns analistas consideram Tuyakbay o mais significativo opositor ao presidente cazaque Nursultan Nazarbayev, no poder desde 1991. Tuyakbay concorreu nas eleições presidenciais de 2005 e foi derrotado pelo atual governante.

## Vida e carreira
Em 1971, Tuyakbay se formou em Direito pela Universidade Estatal Cazaque, então soviética.

## Vida pessoal
Jarmakhan Tuyakbay é casado, tem três filhos e sete netos.